# Xã Union, Quận Floyd, Iowa
Xã Union (tiếng Anh: Union Township) là một xã thuộc quận Floyd, tiểu bang Iowa, Hoa Kỳ. Năm 2010, dân số của xã này là 636 người.